# Мертир Таун
Мертир Таун  (валл. Clwb Pêl-droed Tref Merthyr) — валлийский полупрофессиональный футбольный клуб, основанный в Мертир-Тидвил, Уэльс. В сезоне 2015-16 клуб играет в Южной футбольной Лиге (Премьер дивизион).
Мертир Таун был основан в 1909 году и играл в футбольной лиге в течение 1920-х годов, но клуб закрыли в 1934 году и заменили на новый, образовавшийся в 1945 году Мертир Тидвил. В 2010 году клуб вновь был реформирован после ликвидации Мертир-Тидвил.

## История

### Ранние годы
В 1909 год, Мертир Таун вступил во второй дивизион Южной Лиги, в котором играл ряд других Уэльских клубов, в частности Кардифф Сити, Ньюпорт Каунти и Суонси Сити. После финиша третьими в сезоне 1911/12 клуб был повышен в первый дивизион, но они были вернулись назад во второй дивизион уже в сезоне 1913/14. Южная Лига не проводила соревнования во время Первой Мировой Войны, и когда их возобновили в сезоне 1919/20 Мертир Таун были переведены обратно в высший дивизион.
Летом 1920 года Футбольная Лига расширилась с созданием нового третьего дивизиона, который состоял целиком и полностью из первого дивизиона Южной Лиги предыдущего сезона. Несмотря на то, что клуб финишировал вторым с конца в предыдущем сезоне, Мертир стал новым членом футбольной лиги.
В свой первый сезон в футбольной Лиге клуб выступил намного лучше и занял 8-е место. Однако, этот сезон оказался наиболее успешным в Лиге, и за ним последовал постепенный спад: 11-е в сезоне 1921/22 и 17-е в сезоне 1922/23. В сезоне 1923/24 клуб выступил незначительно лучше, он финишировал 13-ми, но главным успехом команды стало их появление в финале Кубка Уэльса, где они проиграли 1:0 Рексему в переигровке после ничьей 2:2 в первом матче.
С тех пор клуб опустился ещё ниже, и финишировал последним в третьем дивизионе в сезоне 1924/25. Хотя он финишировал 14-м в сезоне 1925/26, в следующих сезонах клуб снова опускался, он финишировал 17-м, 21-м, 20-м и затем последним снова, и был в конечном счете исключен из футбольной лиги в 1930 году. Во время их предпоследнего сезона в футбольной Лиге у клуба был лучший сезон в Кубке Англии, он прошел первый раунд, но потерпел поражение от Уотфорда во втором раунде.
Клуб вылетел в Южную Лигу, но продержался там только четыре сезона, перед тем, как прекратить существование в 1934 году.

### Новый клуб
В 2010 году Мертир Тидвил в Премьер дивизионе Южной футбольной Лиги, были ликвидированы, несмотря на то, что по окончании сезона 2009-10 они финишировали 17-ми из 22 клубов. Клуб был реформирован под названием Мертир Таун и был понижен на три дивизиона. Сезон 2010-11 клуб начал в Первом дивизионе Западной лиги. В их первый сезон они выиграли Первый дивизион и были повышены в Премьер дивизион Западной Лиги.
Недавно повышенный клуб в очередной раз переехал на свой домашний стадион Penydarren Парк, который он был вынужден покинуть из за реформирования. Свой первый матч на вновь обретенном домашнем стадионе закончился поражением 1:9 от клуба Валлийской Премьер-Лиги Лланелли в товарищеском матче в июле 2011 года. Однако Мертир смогли завоевать чемпионство второй год подряд и получили повышение в Южную Лигу.
6 апреля 2015, Мертир Таун вернулись обратно в Премьер дивизион Южной Лиги уже через пять лет после того как покинули её.
Клубом полностью владеет траст болельщиков.

## Достижения
| В лигах - Футбольная лига Уэльса - Победители: 1930/31 - Южная футбольная лига Второй дивизион - Победители: 1912 - Южная футбольная лига Первый дивизион Юг и Запад - Победители: 2014/15 - Западная лига (Western Football League) Премьер дивизион - Победители: 2011/12 - Западная лига (Western Football League) Первый дивизион - Победители: 2010/11 - Лига Гламоргана (Glamorgan League) - Победители: 1910/11 | В кубках - Кубок Южной лиги - Победители: 2015/16 - Кубок Уэльса - Финалисты: 1924 - Кубок футбольной лиги Уэльса - Победители: 1926 - Кубок Южного Уэльса - Победители: 1931 |